# Đại dịch COVID-19 tại Guiné-Bissau
Đại dịch COVID-19 đã được xác nhận đã đến Guiné-Bissau vào tháng 3 năm 2020.

## Dòng thời gian

### Tháng 3
Vào ngày 25 tháng 3, Guinea-Bissau đã xác nhận hai trường hợp COVID-19 đầu tiên của mình, một nhân viên Liên Hợp Quốc và một công dân Ấn Độ.
Tính đến ngày 30 tháng 11 năm 2023, Guiné-Bissau ghi nhận 9,614 trường hợp nhiễm COVID-19 và 177 trường hợp tử vong.